# 榊原村
榊原村（さかきばらむら）は三重県一志郡にあった村。現在の津市の中部、榊原川の上流域、榊原温泉の周辺にあたる。

## 地理
- 山岳：貝石山
- 河川：榊原川、安子谷川、谷杣川

## 歴史
- 1889年（明治22年）4月1日 - 町村制の施行により、榊原村・谷杣村および三ヶ野村の一部の区域をもって発足。
- 1955年（昭和30年）3月1日 - 久居町・桃園村・戸木村・七栗村・稲葉村と合併し、改めて久居町が発足。同日榊原村廃止。

## 名所・旧跡・観光スポット・祭事・催事
- 榊原温泉